# Nāḩiyat Khān Arnabah
Nāḩiyat Khān Arnabah (arabiska: ناحية خان أرنبة) är ett underdistrikt i Syrien. Det ligger i provinsen al-Qunaytira, i den sydvästra delen av landet, 50 km sydväst om huvudstaden Damaskus.
Trakten runt Nāḩiyat Khān Arnabah består till största delen av jordbruksmark. Runt Nāḩiyat Khān Arnabah är det mycket tätbefolkat, med 1 135 invånare per kvadratkilometer.